# Бжостовський Ігор Євгенович
І́гор Євге́нович Бжосто́вський (6 вересня 1993, Язи[уточнити] — 31 серпня 2014, Бердянське) — солдат Збройних сил України, оператор інженерно-саперного батальйону 703-го інженерного полку (Самбір), учасник російсько-української війни. Кавалер ордена «За мужність» III ступеня (посмертно).

## Життєпис
Народився 6 вересня 1993 року в с. Язи Самбірського району Львівської області. Від середини 2000-х років проживав у с. Надиби Старосамбірського району Львівської області.

### Навчання
Закінчив Воютицьку загальноосвітню середню школу І—ІІІ ст. ім. Ігоря Добровольського, Дрогобицький коледж нафти і газу.

### Революція Гідності
Був активним учасником Революції гідності. З майдану привіз каску, підписану «Чех» (так він себе називав) і наліпку «Я тут не за гроші!»

### Військова служба
У 2014 році підписав контракт і став оператором 703-го інженерного полку, в/ч А3817, м. Самбір.
7 червня 2014 р. склав присягу на вірність Українському Народові.
У липні того ж року відправився в зону проведення АТО.

### Загибель
Загинув 31 серпня 2014-го внаслідок підриву автомобіля в районі с. Бердянське (Волноваський район) під Маріуполем на невизначеному вибуховому пристрої, здетонували міни, які військовики перевозили. Також загинули Вадим Суский, Володимир Дорошенко, Андрій Струсь, Роман Малецький, Ігор Шубак, четверо були поранені.
Поховали Ігоря 22 грудня 2014 р. на кладовищі м. Самбір, у братській могилі, разом з Володимиром Дорошенком та Андрієм Струсем.

## Нагороди та вшанування

### Нагороди
Нагороджений орденом «За мужність» III ступеня «За особисту мужність і героїзм, виявлені у захисті державного суверенітету та територіальної цілісності України, вірність військовій присязі під час російсько-української війни» (26 лютого 2015, посмертно).

### Меморіальні дошки та пам'ятні знаки
- меморіальна дошка на фасаді Дрогобицького коледжу нафти і газу (відкрито 25 червня 2015 р.).
- меморіальна дошка Ігорю Бжостовському та Івану Попелю на фасаді Воютицької сільської ради (відкрито 9 жовтня 2015 р.).
- пам'ятний знак на місці загибелі Ігоря Бжостовського, Вадима Суского, Володимира Дорошенка, Андрія Струся, Романа Малецького, Ігоря Шубака (відкрито 26 липня 2015 р.).

### Вшанування
- Його портрет розміщений на меморіалі «Стіна пам'яті полеглих за Україну» у Києві: секція 4, ряд 4, місце 8
- Вшановується 31 серпня на щоденному ранковому церемоніалі вшанування українських захисників, які загинули цього дня в різні роки внаслідок російської збройної агресії[1]